# Rudabánya vasútállomás
Rudabánya vasútállomás egy Borsod-Abaúj-Zemplén vármegyei vasútállomás, amit a MÁV üzemeltetett. A személyszállítás szünetel.

## Áthaladó vasútvonalak
A vasútállomást a következő vasútvonalak érintik:
- Kazincbarcika–Rudabánya-vasútvonal

## Kapcsolódó állomások
A vasútállomáshoz az alábbi állomások vannak a legközelebb:
- Ormosbánya megállóhely (Kazincbarcika–Rudabánya-vasútvonal)

## Forgalom
A vasútállomáson és a rajta áthaladó vasútvonalon a vasúti forgalom 2007. március 4-e óta szünetel.
Bővebben: 2007-es magyarországi vasútbezárások

## Megközelítése
A megállóhely Rudabánya déli részén helyezkedik el, közúti megközelítését a helyi önkormányzati Sport utca teszi lehetővé.